# Zuri (isola)
Zuri (in croato: Žirje)  è un'isola della Croazia, situata di fronte alla costa dalmata a ovest di Sebenico e fa parte dell'omonimo arcipelago. Amministrativamente appartiene alla regione di Sebenico e Tenin come frazione del comune di Sebenico. A parte Morter, è l'unica isola dell'arcipelago con una popolazione permanente; gli abitanti, nel 2011 erano 103.

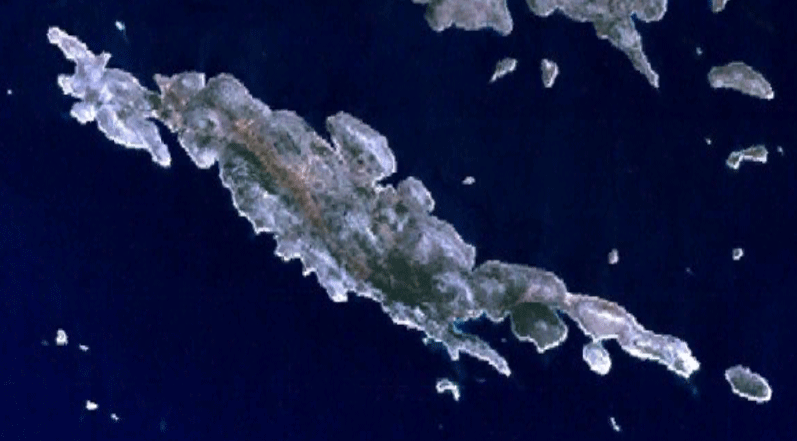
Zuri vista dal satellite

## Geografia
Zuri è la più esterna delle grandi isole dell'arcipelago di Sebenico, si trova a sud di Cacan e Capri, ed è l'ultima isola della Dalmazia settentrionale. Il canale di Zuri (Žirjanski kanal) la separa da Cacan e la Bocca di Samogrado (Samogradska Vrata) da Curba Grande (la più meridionale delle isole Incoronate). Il monte Cappici o monte Bol di Zuri (Kapić, 133,8 m) è il punto più alto dell'isola, segue il monte Guardia (Vela Straža) con 117 m. La superficie dell'isola è di 15,08 km² e lo sviluppo costiero di 41,758 km. Da punta Zuri (l'estremità nord-ovest), detta anche punta Maestrale o punta Maestrale di Zirie, a punta Rassoghe (rt Rashoe), estremità sud-orientale, Zuri ha una lunghezza di circa 12 km.
L'isola ha una costa molto frastagliata con ben 29 insenature ed è circondata da 17 fra isolette e scogli. A partire da punta Zuri s'incontrano sul lato orientale porto Miccovizza o Micovizza (uvala Mikavica), detta un tempo Porto Saraceno; porto dei Magazzini o Munna, o valle Munna (uvala Muna), il principale approdo dell'isola; val Finocchio o porto Finocchio (uvala Koromašna); val Giaplenischie o Taplenisce (uvala Japnenišće); sul lato sud le valli Cabal (uvala Kabal), Stupizza Piccola (Stupica mala) e Grande (Stupica vela); a nord-ovest valle Saracino o porto Saracino (uvala Tratinska), che si apre verso sud; e, sul lato ovest dell'estremità settentrionale, le valli Nosdra o Nosdre (uvala Nozdra mala e Nozdra vela).
L'unico villaggio è Zuri, al centro dell'isola, ma vi sono piccoli insediamenti anche a nei porti Miccovizza, Munna e Finocchio.

### Isole adiacenti
- Miccovizza[6][18] o scoglio Ostrizza[8][14] (Mikavica), situato 430 m circa a nord di punta Ostrizza (rt Oštrica)[2], lungo circa 120 m[2]; ha una superficie di 5242 m²[19], uno sviluppo costiero di 294 m[19] e un'altezza di 5 m[2] 43°40′44″N 15°36′54″E.
- Scoglio Prastica[6], secca Bracich[20] o Bracic[8] (brak Praščića), a 570 m[2] dalla costa tra le valli Miccovizza e Munna 43°40′29″N 15°36′36″E.
- Finocchio[6][21] o Coromasni[22] (Koromašna), scoglio a est di val Finocchio, a circa 570 m[2] dalla costa; ha una superficie di 0,012 km²[1], uno sviluppo costiero di 0,47 km[1] e un'altezza di 10 m[2] 43°39′24″N 15°41′06″E.
- Isolotto delle Lucertole[6], Gusteranche[8][23] o scoglio Gusteraski[22] (Gušteranski); piccolo isolotto di fronte a val Prisliga[6], a circa 630 m dalla costa[2]; ha una superficie di 0,024 km²[1], uno sviluppo costiero di 0,59 km[1] e un'altezza di 22 m[2] 43°38′46″N 15°42′48″E.
- Gerbosniac (Hrbošnjak), a nord di punta Rassoghe.
- Masirina (Mažirina), isoletta a est di punta Rassoghe.
- Scoglio Rassoghe[6][24] o Raffughe[22] (hrid Rashoe), situato circa 300 m a sud di punta Rassoghe[2] e segnalato da un piccolo faro[25]; ha una superficie di 553 m²[19] e l'altezza di 1 m[2] 43°37′34″N 15°43′46″E.
- Bacolo[6][8][26] (Bakul), scoglio di forma allungata, misura circa 230 m di lunghezza, situato circa 700 m[2] a sud di punta Cabal[6] (rt Kabal); ha una superficie di 9817 m²[19], uno sviluppo costiero di 556 m[19] e l'altezza di 2 m[2] 43°37′17″N 15°42′49″E.
- Scriada[6][27] o Scroada[8] (Škrovada), piccola isoletta a sud-ovest di valle Stupizza Grande, si trova a 360 m[2] dalla costa; ha una superficie di 0,053 km²[1], uno sviluppo costiero di 1,24 km[1] e un'altezza di 7 m[2] 43°37′38″N 15°40′47″E.
- Scroadizza[8] (Škrovadica), scoglio arrotondato con un diametro di circa 60 m[2], ha una superficie di 2712 m²[19]; è situato vicino alla costa, di fronte al colle Gradina 43°38′00″N 15°40′33″E.

A sud-ovest di Zuri, a circa 2 M in mare aperto, c'è un gruppo di isolotti e scogli:
- Cosmerga (Kosmerka), e isolotti adiacenti.
- Lucietta (Blitvenica), il più esterno, a 5,1 km dalla costa di Zuri[2].

A ovest e nord-ovest:
- Sella (Sedlo), isolotto circa 2 M a sud-ovest di valle Nosdra piccola.
- scoglio Botticella[8][28] (hrid Bačvica o Brtužela), 1,5 km[2] a nord di Zedlo e 3,5 km[2] a ovest di punta Sridan; ha una superficie di 1372 m²[19] e l'altezza di 5 m[2] 43°40′21″N 15°33′33″E.
- Nosdra[6][22][29], Nosdre[8] o Narice[30] (Nozdra), scoglio situato di fronte a valle Nosdra piccola, a 760 m da punta Sridan; ha una superficie di 2005 m²[19] e l'altezza di 5 m[2] 43°40′10″N 15°35′34″E.
- Rapagna (Raparašnjak), a ovest-nord-ovest di punta Zuri.

## Storia
Si ritiene che all'isola, una volta fitta di boschi di quercia mediterranea, sia stato dato il nome delle ghiande (žir in croato).
Per la sua posizione esterna, l'isola è stata un presidio militare fin nell'antichità. Una delle fortificazioni, ancora visibili sul colle Gradina sopra valle Stupizza Grande, è stata un presidio degli Illiri, rinforzato dai Romani, sotto l'imperatore Giustiniano, e poi dai Bizantini.
Secondo alcuni documenti l'isola venne ceduta all'ordine dei Benedettini dal re croato Petar Krešimir IV nel 1059. Nel XIII sec. apparteneva ai nobili Šubić, signori di Breberio (Bribir) e conti di Sebenico; nel XV sec. passò ai Veneziani e rimase loro dominio per 400 anni.
Nel 1572, durante la guerra di Cipro, l'isola fu saccheggiata dai Turchi.

### Cartografia
- (HR) Mappa topografica della Croazia 1:25000, su preglednik.arkod.hr. URL consultato il 29 dicembre 2016.
- G. Giani, Carta prospettiva delle Comuni censuarie della Dalmazia, foglio 6, 1839. Fondo Miscellanea cartografica catastale, Archivio di Stato di Trieste.
- Carta di cabottaggio del mare Adriatico, foglio VII, Milano, Istituto geografico militare, 1822-1824. URL consultato il 4 gennaio 2017 (archiviato dall'url originale il 13 aprile 2013).